# 舞踏運動
舞踏運動（ぶとううんどう、chorea）は自分の意志に反して運動を行う不随意運動の一つ。不規則で非律動的な運動。アテトーゼと同様に錐体外路障害が原因であるが、アテトーゼより素早い運動である。手を曲げたり伸ばしたりする運動、舌を出したり引っ込めたりする運動、首を回す運動、首を後ろに伸ばしたりする運動など、一見日常動作の一部となっている場合がある。代表疾患としては脳性麻痺、ハンチントン舞踏病がある。